# Alexander Hernandez
Alexander Hernandez (San Luis, Misuri; 1 de octubre de 1992) es un artista marcial mixto estadounidense que actualmente compite en la categoría de peso pluma de Ultimate Fighting Championship (UFC).

## Primeros años
Hernández comenzó a practicar la lucha libre a los 13 años y empezó a entrenar otras artes marciales a medida que avanzaba en su educación. Tras graduarse en el instituto Reagan, entró en la universidad, donde se licenció en Finanzas Empresariales por la Universidad de Texas en San Antonio. Hernández trabajó como agente de préstamos hipotecarios mientras se recuperaba de una lesión del ligamento cruzado anterior y del menisco.

## Carrera de artes marciales mixtas

### Carrera temprana
Hernández compiló un récord de MMA amateur de 3-0 antes de hacer su debut profesional en la primavera de 2012.
Compitió para varias promociones regionales como Legacy Fighting Alliance y Resurrection Fighting Alliance y para 2018, había acumulado un récord de MMA de 8-1 antes de firmar con la UFC a principios de 2018.

### Ultimate Fighting Championship

#### 2018
Hernandez hizo su debut en la promoción como reemplazo de corto aviso reemplazando a Bobby Green, contra Beneil Dariush el 3 de marzo de 2018, en UFC 222. Ganó la pelea por nocaut en el primer asalto. Esta victoria lo hizo merecedor de su primer premio de Actuación de la Noche.
Hernandez enfrentó a Olivier Aubin-Mercier el 28 de julio de 2018, en UFC on Fox 30. Ganó la pelea por decisión unánime.

#### 2019
Se esperaba que Hernandez enfrentara a Francisco Trinaldo el 26 de enero de 2019. en UFC 233. Sin embargo, Hernandez fue retirado de esa oekea en favor de una pelea con el ex-retador al Campeonato de Peso Ligero de UFC Donald Cerrone una semana antes, en UFC Fight Night 143. Perdió la pelea por TKO en el segundo asalto. Esta pelea lo hizo merecedor de su primer premio de Pelea de la Noche.
Hernandez enfrentó a Francisco Trinaldo el 20 de julio de 2019, en UFC on ESPN 4, que se llevó a cabo en el estado natal de Hernandez, Texas. Ganó la pelea por decisión unánime.

#### 2020
Se esperaba que Hernandez enfrentara a Islam Makhachev el 18 de abril de 2020, en UFC 249. Sin embargo, debido a que Rusia restringió los viajes aéreos debido a la pandemia de COVID-19, Makhachev fue retirado del evento y fue reemplazado por Omar Morales. Sin embargo, el 9 de abril, el presidente de UFC, Dana White, anunció que este evento fue pospuesto. Hernandez fue reprogramado para el 13 de mayo de 2020, en UFC Fight Night 171 contra Drew Dober en su lugar. Perdió la pelea por TKO en el segundo asalto.
Hernandez enfrentó a Chris Gruetzemacher el 31 de octubre de 2020, en UFC Fight Night 181. Ganó la pelea por KO en el primer asalto. Esta victoria lo hizo merecedor de su segundo premio de Pelea de la Noche.

#### 2021
Hernandez enfrentó a Thiago Moisés el 27 de febrero de 2021, en UFC Fight Night 186. Perdió la pelea por decisión unánime.
Hernandez estaba programado para enfrentar a Leonardo Santos el 2 de octubre de 2021, en UFC Fight Night 193. Sin embargo, Santos se vio obligado a retirarse del evento, alegando una lesión de pantorrilla, y fue reemplazado por Mike Breeden. En el pesaje, Mike Breeden pesó 158.5 libras, dos libras y media por encima del límite de peso ligero. La pelea continuó en un peso pactado y Breeden fue multado con un 20% que fue hacía Hernández. Ganó la pelea por KO en el primer asalto.

#### 2022
Hernández enfrentó a Renato Moicano el 12 de febrero de 2022, en UFC 271. Perdió la pelea por sumisión en el segundo asalto.
Hernandez enfrentó a Billy Quarantillo el 10 de diciembre de 2022, en UFC 282. Perdió la pelea por TKO en el segundo asalto.

#### 2023
Hernandez enfrentó a Jim Miller, reemplazando Gabriel Benítez el 18 de febrero de 2023, en UFC Fight Night 219. Ganó la pelea por decisión unánime.
Hernandez enfrentó a Bill Algeo el 7 de octubre de 2023, en UFC Fight Night 229. Perdió la pelea por decisión unánime.

#### 2024
Hernandez enfrentó a Damon Jackson el 6 de abril de 2024, en UFC Fight Night 240. Perdió la pelea por una controversial decisión dividida.
En corto aviso y reemplazando a Nate Landwehr, Hernandez enfrentó al ex-campeón de peso ligero de LFA Austin Hubbard el 5 de octubre de 2024, en UFC 307. Ganó la pelea por decisión dividida.

## Campeonatos y logros

### Artes marciales mixtas
- Ultimate Fighting Championship
  - Actuación de la Noche (Dos veces) vs. Beneil Dariush y Chris Gruetzemacher[12][29]
  - Pelea de la Noche (Una vez) vs. Donald Cerrone[48]
  - Sorpresa del Año 2018 vs. Beneil Dariush[49]
- Hero Fighting Championship
  - Campeón de Peso Ligero de Hero FC (Una vez)
- MMADNA.nl
  - Debut en UFC del Año 2018.[50]

## Récord en artes marciales mixtas
| Récord profesional | Récord profesional | Récord profesional |
| 25 peleas          | 17 victorias       | 8 derrotas         |
| ------------------ | ------------------ | ------------------ |
| Nocaut             | 7                  | 3                  |
| Sumisión           | 2                  | 1                  |
| Decisión           | 8                  | 4                  |

| Resultado | Récord | Oponente              | Método                            | Evento                                   | Fecha                    | Ronda | Tiempo | Localización          | Notas                                                      |
| --------- | ------ | --------------------- | --------------------------------- | ---------------------------------------- | ------------------------ | ----- | ------ | --------------------- | ---------------------------------------------------------- |
| Victoria  | 17–8   | Chase Hooper          | TKO (golpes)                      | UFC 319                                  | 16 de agosto de 2025     | 1     | 4:58   | Chicago, Illinois     |                                                            |
| Victoria  | 16–8   | Kurt Holobaugh        | Decisión (unánime)                | UFC Fight Night: Vettori vs. Dolidze 2   | 15 de marzo de 2025      | 3     | 5:00   | Las Vegas, Nevada     |                                                            |
| Victoria  | 15–8   | Austin Hubbard        | Decisión (dividida)               | UFC 307                                  | 5 de octubre de 2024     | 3     | 5:00   | Salt Lake City, Utah  |                                                            |
| Derrota   | 14–8   | Damon Jackson         | Decisión (dividida)               | UFC Fight Night: Allen vs. Curtis 2      | 6 de abril de 2024       | 3     | 5:00   | Las Vegas, Nevada     |                                                            |
| Derrota   | 14–7   | Bill Algeo            | Decisión (unánime)                | UFC Fight Night: Dawson vs. Green        | 7 de octubre de 2023     | 3     | 5:00   | Las Vegas, Nevada     |                                                            |
| Victoria  | 14–6   | Jim Miller            | Decisión (unánime)                | UFC Fight Night: Andrade vs. Blanchfield | 18 de febrero de 2023    | 3     | 5:00   | Las Vegas, Nevada     | Pelea en peso ligero.                                      |
| Derrota   | 13–6   | Billy Quarantillo     | TKO (rodillazos y golpes)         | UFC 282                                  | 10 de diciembre de 2022  | 2     | 4:30   | Las Vegas, Nevada     | Regreso a peso pluma.                                      |
| Derrota   | 13–5   | Renato Moicano        | Submisión (rear-naked choke)      | UFC 271                                  | 12 de febrero de 2022    | 2     | 1:23   | Houston, Texas        |                                                            |
| Victoria  | 13–4   | Mike Breeden          | KO (puñetazo)                     | UFC Fight Night: Santos vs. Walker       | 2 de octubre de 2021     | 1     | 1:20   | Las Vegas, Nevada     | Pelea en peso pactado (158.5 lbs); Breeden no dio el peso. |
| Derrota   | 12–4   | Thiago Moisés         | Decisión (unánime)                | UFC Fight Night: Rozenstruik vs. Gane    | 27 de febrero de 2021    | 3     | 5:00   | Las Vegas, Nevada     |                                                            |
| Victoria  | 12–3   | Chris Gruetzemacher   | KO (golpes)                       | UFC Fight Night: Hall vs. Silva          | 31 de octubre de 2020    | 1     | 1:46   | Las Vegas, Nevada     | Actuación de la Noche.                                     |
| Derrota   | 11–3   | Drew Dober            | TKO (golpes)                      | UFC Fight Night: Smith vs. Teixeira      | 13 de mayo de 2020       | 2     | 4:25   | Jacksonville, Florida |                                                            |
| Victoria  | 11–2   | Francisco Trinaldo    | Decisión (unánime)                | UFC on ESPN: dos Anjos vs. Edwards       | 20 de julio de 2019      | 3     | 5:00   | San Antonio, Texas    |                                                            |
| Derrota   | 10–2   | Donald Cerrone        | TKO (patada a la cabeza y golpes) | UFC Fight Night: Cejudo vs. Dillashaw    | 19 de enero de 2019      | 2     | 3:43   | Brooklyn, Nueva York  | Pelea de la Noche.                                         |
| Victoria  | 10–1   | Olivier Aubin-Mercier | Decisión (unánime)                | UFC on Fox: Alvarez vs. Poirier 2        | 28 de julio de 2018      | 3     | 5:00   | Calgary, Alberta      |                                                            |
| Victoria  | 9–1    | Beneil Dariush        | KO (puñetazo)                     | UFC 222                                  | 3 de marzo de 2018       | 1     | 0:42   | Las Vegas, Nevada     | Actuación de la Noche.                                     |
| Victoria  | 8–1    | Derrick Adkins        | TKO (golpes)                      | LFA 27                                   | 10 de noviembre de 2017  | 3     | 1:53   | Shawnee, Oklahoma     | Pelea en peso pactado (160 lbs); Adkins no dio el peso.    |
| Victoria  | 7–1    | Chris Pecero          | Sumisión (rear-naked choke)       | RFA 41                                   | 29 de julio de 2016      | 1     | 1:27   | San Antonio, Texas    |                                                            |
| Victoria  | 6–1    | Rodrigo Sotelo Jr.    | Sumisión (rear-naked choke)       | Hero FC: Best of the Best 6              | 26 de septiembre de 2015 | 1     | 4:44   | El Paso, Texas        | Ganó el Campeonato de Peso Ligero de Hero FC.              |
| Victoria  | 5–1    | Jacob Capelli         | Decisión (unánime)                | Hero FC : Best of the Best 4             | 17 de enero de 2015      | 3     | 3:00   | Brownsville, Texas    |                                                            |
| Victoria  | 4–1    | Martin Walker         | TKO (golpes)                      | Hero FC: Best of the Best 3              | 12 de septiembre de 2014 | 1     | 2:59   | Brownsville, Texas    | Debut en peso ligero.                                      |
| Victoria  | 3–1    | Joel Scott            | Decisión (unánime)                | Hero FC: Texas Pride                     | 28 de septiembre de 2013 | 3     | 3:00   | Beaumont, Texas       |                                                            |
| Derrota   | 2–1    | Jamall Emmers         | Decisión (dividida)               | Hero FC: Pride of the Valley 2           | 21 de junio de 2013      | 3     | 5:00   | Pharr, Texas          |                                                            |
| Victoria  | 2–0    | David Salazar         | TKO (golpes)                      | El Orgullo del Valle                     | 16 de marzo de 2013      | 1     | 0:34   | Pharr, Texas          |                                                            |
| Victoria  | 1–0    | Dimitre Ivy           | Decisión (unánime)                | Kickass Productions                      | 20 de octubre de 2012    | 3     | 3:00   | Seguin, Texas         |                                                            |